# クェンティン・ブレイク
クェンティン・ブレイク（Quentin Blake, 1932年12月16日 – ）は、イギリスの児童文学作家、イラストレーターである。
イングランドのケント州生まれ。ケンブリッジ大学卒業、チェルシー・カレッジ・オブ・アート・アンド・デザインで絵画を学んだ。
ジョーン・エイケン、マイケル・ローゼン、ロアルド・ダールなど児童文学作家との共作も数多くある。
1980年にケイト・グリーナウェイ賞、1996年にボローニャ国際児童図書賞（ボローニャ・ラガッツィ賞）、2002年に国際アンデルセン賞を受賞した。
ロンドン王立美術大学（ロイヤル・カレッジ・オブ・アート）で講師を務めた。

## 受賞歴
- ケイト・グリーナウェイ賞　1980年　（Mr. Magnolia（『マグノリアおじさん』）に対して）
- ボローニャ国際児童図書賞フィクション部門　1996年
- 国際アンデルセン賞画家賞　2002年

## 主な作品
- Patrick（ふしぎなバイオリン）, 1968年
- Jack and Nancy, 1969年
- Angelo, 1970年
- Snuff, 1973年
- Lester at the Seaside, 1975年
- Lester and the Unusual Pet, 1975年
- The Adventures of Lester, 1977年
- Mister Magnolia（マグノリアおじさん）, 1980年
- Quentin Blake's Nursery Rhyme Book, 1983年
- The Story of the Dancing Frog, 1984年
- Mrs Armitage On Wheels（アーミテージさんのすてきなじてんしゃ）, 1987年
- Quentin Blake's ABC, 1989年
- All Join In, 1990年
- Cockatoos（10わのインコどこいった!）, 1992年
- Simpkin（シンプキン）, 1993年
- The Quentin Blake Book of Nonsense Verse, 1994年
- Clown, 1995年
- La Vie de la Page, 1995年
- Mrs Armitage and the Big Wave, 1997年
- Dix Grenouilles (Ten Frogs), 1997年
- The Green Ship（みどりの船）, 1998年
- Zagazoo（ザガズーじんせいってびっくりつづき）, 1998年
- Zap! The Quentin Blake Guide to Electrical Safety, 1998年
- Fantastic Daisy Artichoke, 1999年
- The Laureate's Party, 2000年
- Un Bateau Dans le Ciel（帆かけ舟、空を行く）, 2000年
- Words and Pictures, 2000年
- Tell Me a Picture, 2001年
- Loveykins, 2002年
- Laureate's Progress, 2002年
- Mrs Armitage, Queen of the Road, 2003年
- A Sailing Boat In The Sky, 2003年
- Angel Pavement（天使のえんぴつ）, 2004年
- You're Only Young Twice, 2008年
- Le jour où je me suis déguisé en fille (The Boy in the Dress)（ドレスを着た男子）, 2008年
- Daddy Lost his Head, 2009年
- Mr Stink (Monsieur Kipu)（大好き!クサイさん）, 2010年 - タムタム賞（フランス語版）受賞 2014年

## 日本語訳された作品

### 主な著書
- マグノリアおじさん（谷川俊太郎訳、佑学社、1984年）
- アーミテージさんのすてきなじてんしゃ（あかねせいかの本、ひがしはるみ訳、あかね書房、1997年）
- みどりの船（あかねせかいの本、千葉茂樹訳、あかね書房、1998年）
- シンプキン（前沢明枝訳、朔北社、1999年）
- 10わのインコどこいった!（世界の絵本コレクション、酒井公子訳、小峰書店、2001年）
- ふしぎなバイオリン（岩波の子どもの本、谷川俊太郎訳、岩波書店、2001年）
- ザガズーじんせいってびっくりつづき（谷川俊太郎訳、好学社、2002年）
- 帆かけ舟、空を行く（児童図書館・絵本の部屋、柳瀬尚紀訳、評論社、2007年）
- 天使のえんぴつ（児童図書館・絵本の部屋、柳瀬尚紀訳、評論社、2008年）

### 主なイラスト
- クマくんの冬の家（児童図書館・絵本の部屋、ジョン・ヨーマン著、評論社、1992年）
- クマくんのえんそく（児童図書館・絵本の部屋、ジョン・ヨーマン著、評論社、1992年）
- カラスゆうかいじけん（せかいのどうわシリーズ、ジョーン・エイケン著、猪熊葉子訳、岩波書店、1993年）
- おやすみ、おやすみ（詩人が贈る絵本、シルヴィア・プラス著、みすず書房、2000年）
- ポリッセーナの冒険（ビアンカ・ピッツォルノ著、徳間書店、2004年）
- 悲しい本（英語版）（あかね・新えほんシリーズ、マイケル・ローゼン著、あかね書房、2004年）
- チョコレート工場の秘密（ロアルド・ダール・コレクション、ロアルド・ダール著、評論社、2005年）
- 天使のつばさに乗って（マイケル・モーパーゴ著、評論社、2007年）
- どでかいワニの話（ロアルド・ダール・コレクション、ロアルド・ダール著、評論社、2007年）
- チョコレート工場のひみつ―ポップアップ しかけえほん（ロアルド・ダール著、大日本絵画、2011年）
- ドレスを着た男子（世界傑作童話シリーズ、デイヴィッド・ウォリアムズ著、鹿田昌美訳、福音館書店、2012年）
- 大好き!クサイさん（児童図書館・文学の部屋、デイヴィッド・ウォリアムズ著、久山太市訳、評論社、2015年）